# Minueto en fa mayor, KV 1d (Mozart)
| Minueto en fa mayorⓘ |

El Minueto para teclado en fa mayor, K. 1d es una breve pieza musical, compuesta por Wolfgang Amadeus Mozart en Salzburgo el 16 de diciembre de 1761, cuando tan sólo contaba con cinco años de edad. Esta pieza de música es la cuarta composición de Mozart, y se encuentra recogida en el conocido como Nannerl Notenbuch, un pequeño cuaderno que Leopold Mozart, el padre de Wolfgang, empleaba para enseñar música a sus hijos. La pieza fue puesta por escrito por Leopold, en tanto que el pequeño Wolfgang no sabía escribir música por entonces, dada su corta edad.   

## Descripción
Es una pieza muy breve, compuesta por solo veinte compases, y está en la tonalidad de fa mayor. Suele ser interpretada en el clavicémbalo, aunque en su ejecución pueden emplearse otros instrumentos de teclado.

## Análisis
Está escrito en forma binaria: la primera sección tiene una extensión de tan solo ocho compases y la segunda sección, de doce compases; ambas presentan barras de repetición. Así, la pieza presentaría la siguiente estructura: A:||B:||
Esta danza de Mozart es la primera de que se tiene constancia en formato de minueto. Como minueto, es por definición elegante, majestuoso en el estilo, y está escrito en compás de 3/4. Al igual que todas las piezas de Mozart incluidas en el Notenbuch, las influencias estilísticas más claras se encuentran en piezas que el pequeño Wolfgang estudiaba con Leopold Mozart y Georg Christoph Wagenseil. A lo largo de toda la pieza, aparecen distintos ornamentos de dos tipos: trinos y mordentes. También se muestran ciertas complejidades rítmicas, como tresillos y fusas, lo que refleja los progresos de Wolfgang en la composición.
Al inicio de la partitura autógrafa se halla la fecha de composición, escrita por la mano de Leopold Mozart: «Menuetto del Sgr: Wolfgango Mozart 16:to Decembris 1761».